# Lithang-Kloster
| Tibetische Bezeichnung                  |
| --------------------------------------- |
| Tibetische Schrift: ལི་ཐང་དགོན་པ          |
| Wylie-Transliteration: li thang dgon pa |
| Chinesische Bezeichnung                 |
| Vereinfacht: 理塘寺                     |
| Pinyin:Litang si                        |

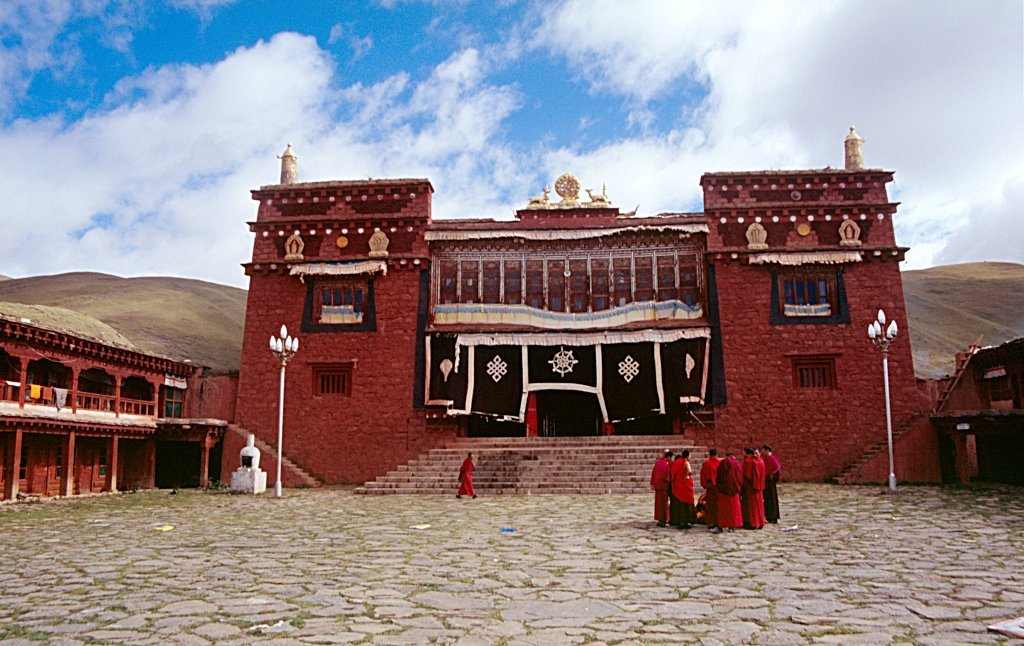
Haupthalle des Lithang-Klosters

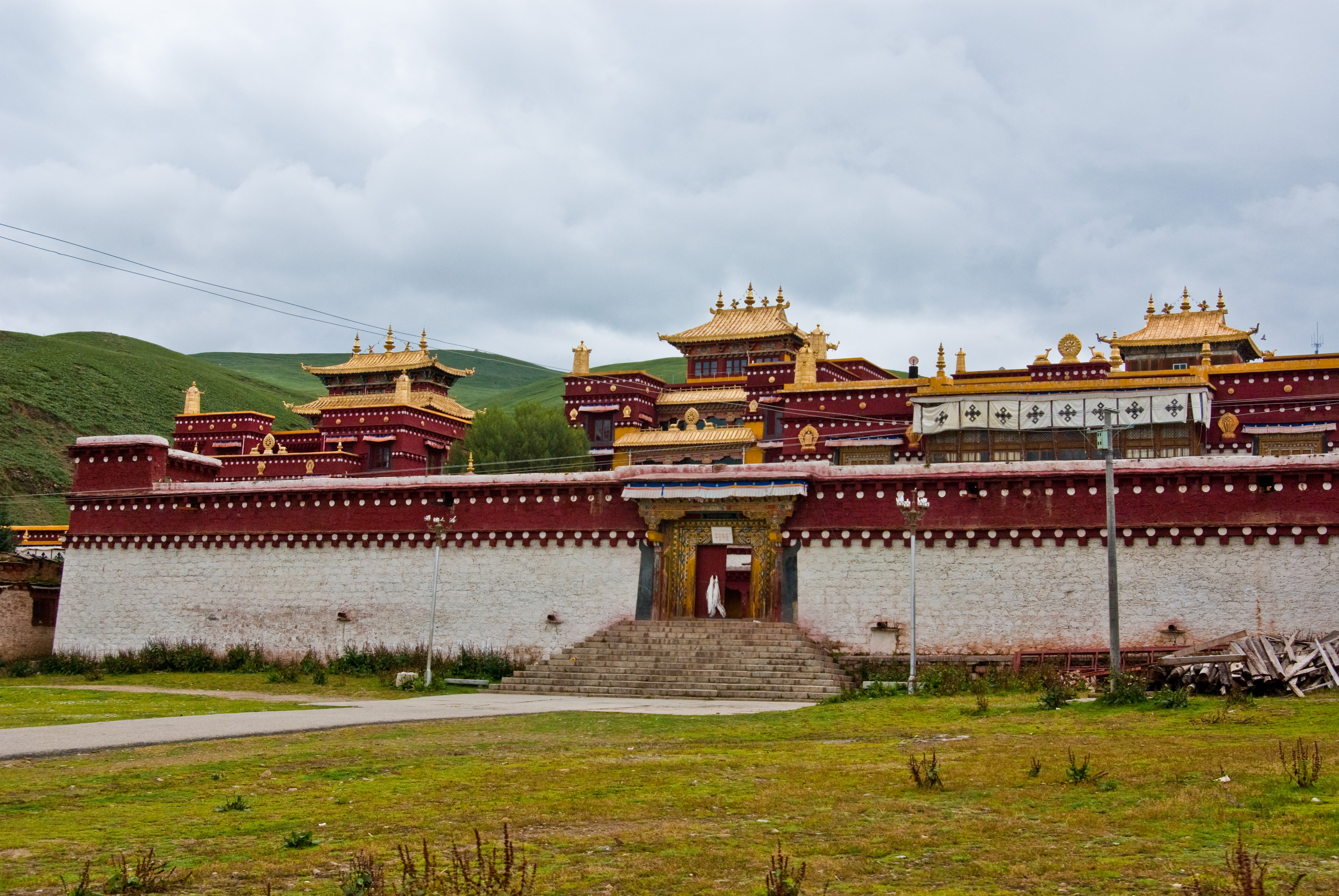
Eingang des Lithang-Klosters

Das Lithang-Kloster oder Kloster Chamchen Chökhorling (Jamchen Chokhorling) ist ein bedeutendes Kloster der Gelug-Schule in der tibetischen Kulturregion Kham. Es liegt im Kreis Litang (Lithang) der zum Verwaltungsgebiet des Autonomen Bezirks Garzê (Kardze) der Tibeter im Nordwesten der chinesischen Provinz Sichuan gehört. Das Kloster wurde 1580 vom 3. Dalai Lama gegründet.
Nach der Kulturrevolution wurde es neu aufgebaut.

## Videos
- Litang Changqing Chunker si ("Lithang Chamchen Chökhor Kloster") - Chinesisch mit englischen Untertiteln (55 min)
- Changqing Chunker si de Huogong yishi ("Feueropferzeremonie im Chamchen Chökhor Kloster") (1), (2) - Chinesisch (16 min & 4 min)